# Tabernáculo de la Unidad
Tabernáculo de la Unidad es un pequeño libro que fue publicado por primera vez en julio de 2006, conteniendo tablas de Bahá'u'lláh, de inicios del periodo de `Akká, hasta el Mánikchí Ṣáḥib, un Zoroastriano prominente, y adjunto a eso, una tabla dirigida a Mírzá Abu'l-Fadl, el secretario de Mánikchí Ṣáḥib en ese momento.
Estos, junto con otras tres tablas insparacionales, ofrecen un vistazo a la relación de Bahá'u'lláh con los seguidores del zoroastrismo.

El titulo del libro es tomado del siguiente pasaje:
El tabernáculo de la unidad ha sido levantado no os miréis como extraños los unos a los otros sois los frutos de un solo árbol y las hojas de la misma rama. En verdad digo que todo cuanto conduce a la disminución de la ignorancia y al aumento del conocimiento ha sido y siempre será aprobado a la vista del Señor de la creación. Di: ¡Oh gentes! Caminad a la sombra de la justicia y veracidad y buscad refugio dentro del tabernáculo de la unidad.
Bahá'u'lláh

### Tabla a Mánikchí Ṣáḥib (Lawh-i-Mánikchí Ṣáḥib)
Esta tabla fue revelada, por petición de Mánikchí Ṣáḥib, en persa puro, consistiendo en un total de 19 párrafos. Enfatiza la universalidad que predica Bahá'u'lláh, e incluye enseñanzas centrales de la Fe Bahá'í.

### Respuestas a las preguntas de Mánikchí Ṣáḥib sobre una tabla a Mírzá Abu'l-Fadl
Esta larga tabla revelada el 1 de julio de 1882. Entre los temas discutidos aquí, se encuentran:
- La naturaleza de la creación
- La conexión entre la fe y la razón
- La reconciliación de las diferencias que existen entre las leyes y las ordenanzas de las varias religiones (Hinduismo, la Fe Mahabad, el Zoroastrismo, Cristianismo y el Islam).
- Sus respectivas afirmaciones de exclusividad
- Sus diferentes grados de ansiedad en llevar a otros a sus mantas.

### Tabla de las siete preguntas (Lawh-i-Haft Pursish)
Esta tabla es la respuesta de Bahá'u'lláh a las preguntas hechas por Ustád Javán-Mard, uno de los primeros bahaí con un fondo zoroastriano y exestudiante de Mánikchí Ṣáḥib.
Las preguntas son sobre los siguientes temas:
- ¿En que lengua y en que dirección se debe adorar a Dios?
- La fe de Dios
- Oposición
- Sháh Bahrám
- El puente de Sirát, paraíso e infierno
- El alma
- El linaje y la herencia de Bahá'u'lláh

### Las otras dos tablas
Estas dos cortas tablas, cada una dirigida a un creyente de origen zoroastriano; son de naturaleza inspiracional, haciendo el llamado a creyentes por hechos, no palabras